# Club Joventut les Corts
El Club Joventut les Corts és un club de basquetbol de Barcelona.
Fundat el 1991 sota l'impuls de Pepa Soler, jugadora històrica del bàquet català, i Joan García, l'entitat nasqué amb la voluntat de promoure l'esport als joves del barri de Les Corts. Disposa d'equips sèniors masculins i femenins, que juguen en competicions catalanes, així com equips de categories de formació i escola de bàsquet. També disposa de seccions de futbol sala, voleibol i ball esportiu i competeix al Pavelló de l'Illa Diagonal. Entre d'altres èxits, el club ha guanyat una Lliga catalana 2 (2016-17) i una Copa Catalunya (2016). Des del 1999 organitza el Torneig Femení de Les Corts, que des des la seva 19a edició passà a denominar-se Trofeu Pepa Soler, en reconeixement de la seva fundadora.